# Léglise
Léglise là một đô thị của Bỉ. Đô thị này nằm ở tỉnh Luxembourg, vùng Wallonie, Bỉ.
Ngày 1 tháng 1 năm 2007, đô thị này có diện tích 172,92 km², có dân số 4.178 dân với mật độ dân số 24,2 người trên mỗi km².